# مدار ۱۴ درجه جنوبی
مدار ۱۴ درجه جنوبی، دایره‌ای از عرض جغرافیایی است که در ۱۴ درجهٔ جنوبی خط استوا  قرار دارد.

## گذر از مناطق
از نصف‌النهار مبدأ شروع می‌شود و به سمت مشرق ۱۴ درجه جنوبی از موارد زیر گذر می‌کند:
| مختصات‌ها                                             | کشور، قلمرو یا دریا   | توضیحات |
| ---------------------------------------------------- | --------------------- | --- |
| ۱۴°۰′ جنوبی ۰°۰′ شرقی / ۱۴٫۰۰۰°جنوبی ۰٫۰۰۰°شرقی      | اقیانوس اطلس          | |
| ۱۴°۰′ جنوبی ۱۲°۲۴′ شرقی / ۱۴٫۰۰۰°جنوبی ۱۲٫۴۰۰°شرقی   | آنگولا                | |
| ۱۴°۰′ جنوبی ۲۲°۰′ شرقی / ۱۴٫۰۰۰°جنوبی ۲۲٫۰۰۰°شرقی    | زامبیا                | |
| ۱۴°۰′ جنوبی ۳۲°۵۹′ شرقی / ۱۴٫۰۰۰°جنوبی ۳۲٫۹۸۳°شرقی   | مالاوی                | For about 8km |
| ۱۴°۰′ جنوبی ۳۳°۴′ شرقی / ۱۴٫۰۰۰°جنوبی ۳۳٫۰۶۷°شرقی    | زامبیا                | For about 15km |
| ۱۴°۰′ جنوبی ۳۳°۱۳′ شرقی / ۱۴٫۰۰۰°جنوبی ۳۳٫۲۱۷°شرقی   | مالاوی                | Passing just south of لیلونگوه Passing through دریاچه مالاوی |
| ۱۴°۰′ جنوبی ۳۵°۲۰′ شرقی / ۱۴٫۰۰۰°جنوبی ۳۵٫۳۳۳°شرقی   | موزامبیک              | |
| ۱۴°۰′ جنوبی ۴۰°۳۸′ شرقی / ۱۴٫۰۰۰°جنوبی ۴۰٫۶۳۳°شرقی   | اقیانوس هند           | کانال موزامبیک |
| ۱۴°۰′ جنوبی ۴۷°۴۶′ شرقی / ۱۴٫۰۰۰°جنوبی ۴۷٫۷۶۷°شرقی   | ماداگاسکار            | Island of Nosy Berafia |
| ۱۴°۰′ جنوبی ۴۷°۴۸′ شرقی / ۱۴٫۰۰۰°جنوبی ۴۷٫۸۰۰°شرقی   | اقیانوس هند           | کانال موزامبیک |
| ۱۴°۰′ جنوبی ۴۷°۵۸′ شرقی / ۱۴٫۰۰۰°جنوبی ۴۷٫۹۶۷°شرقی   | ماداگاسکار            | |
| ۱۴°۰′ جنوبی ۵۰°۸′ شرقی / ۱۴٫۰۰۰°جنوبی ۵۰٫۱۳۳°شرقی    | اقیانوس هند           | |
| ۱۴°۰′ جنوبی ۱۲۵°۵۸′ شرقی / ۱۴٫۰۰۰°جنوبی ۱۲۵٫۹۶۷°شرقی | استرالیا              | استرالیای غربی - passing through Vansittart Bay and Napier Broome Bay |
| ۱۴°۰′ جنوبی ۱۲۷°۲۸′ شرقی / ۱۴٫۰۰۰°جنوبی ۱۲۷٫۴۶۷°شرقی | Joseph Bonaparte Gulf | |
| ۱۴°۰′ جنوبی ۱۲۹°۴۳′ شرقی / ۱۴٫۰۰۰°جنوبی ۱۲۹٫۷۱۷°شرقی | استرالیا              | قلمرو شمالی (استرالیا) |
| ۱۴°۰′ جنوبی ۱۳۵°۵۴′ شرقی / ۱۴٫۰۰۰°جنوبی ۱۳۵٫۹۰۰°شرقی | خلیج کارپنتاریا       | |
| ۱۴°۰′ جنوبی ۱۳۶°۲۵′ شرقی / ۱۴٫۰۰۰°جنوبی ۱۳۶٫۴۱۷°شرقی | استرالیا              | Groote Eylandt, قلمرو شمالی (استرالیا) |
| ۱۴°۰′ جنوبی ۱۳۶°۴۵′ شرقی / ۱۴٫۰۰۰°جنوبی ۱۳۶٫۷۵۰°شرقی | خلیج کارپنتاریا       | |
| ۱۴°۰′ جنوبی ۱۴۱°۳۱′ شرقی / ۱۴٫۰۰۰°جنوبی ۱۴۱٫۵۱۷°شرقی | استرالیا              | شبه‌جزیره کیپ یورک, کوئینزلند |
| ۱۴°۰′ جنوبی ۱۴۳°۴۰′ شرقی / ۱۴٫۰۰۰°جنوبی ۱۴۳٫۶۶۷°شرقی | دریای کورال           | Passing just south of Osprey Reef, استرالیا's Coral Sea Islands Territory · Passing between the islands of Vanua Lava and Gaua, وانواتو                                                |
| ۱۴°۰′ جنوبی ۱۶۷°۵۸′ شرقی / ۱۴٫۰۰۰°جنوبی ۱۶۷٫۹۶۷°شرقی | اقیانوس آرام          | Passing just north of Futuna Island, والیس و فوتونا |
| ۱۴°۰′ جنوبی ۱۷۱°۵۰′ غربی / ۱۴٫۰۰۰°جنوبی ۱۷۱٫۸۳۳°غربی | ساموآ                 | Island of Upolu |
| ۱۴°۰′ جنوبی ۱۷۱°۲۵′ غربی / ۱۴٫۰۰۰°جنوبی ۱۷۱٫۴۱۷°غربی | اقیانوس آرام          | Passing just north of توتوئیلا island, ساموای آمریکا · Passing just north of the اوفو-اولوسگا islands, ساموای آمریکا · Passing just north of the Disappointment Islands, پلی‌نزی فرانسه |
| ۱۴°۰′ جنوبی ۷۶°۱۷′ غربی / ۱۴٫۰۰۰°جنوبی ۷۶٫۲۸۳°غربی   | پرو                   | |
| ۱۴°۰′ جنوبی ۶۸°۵۷′ غربی / ۱۴٫۰۰۰°جنوبی ۶۸٫۹۵۰°غربی   | بولیوی                | |
| ۱۴°۰′ جنوبی ۶۰°۲۴′ غربی / ۱۴٫۰۰۰°جنوبی ۶۰٫۴۰۰°غربی   | برزیل                 | ماتو گروسو گوییاس باهیا |
| ۱۴°۰′ جنوبی ۳۸°۵۵′ غربی / ۱۴٫۰۰۰°جنوبی ۳۸٫۹۱۷°غربی   | اقیانوس اطلس          | |